# 김민재 (모터바이크 선수)

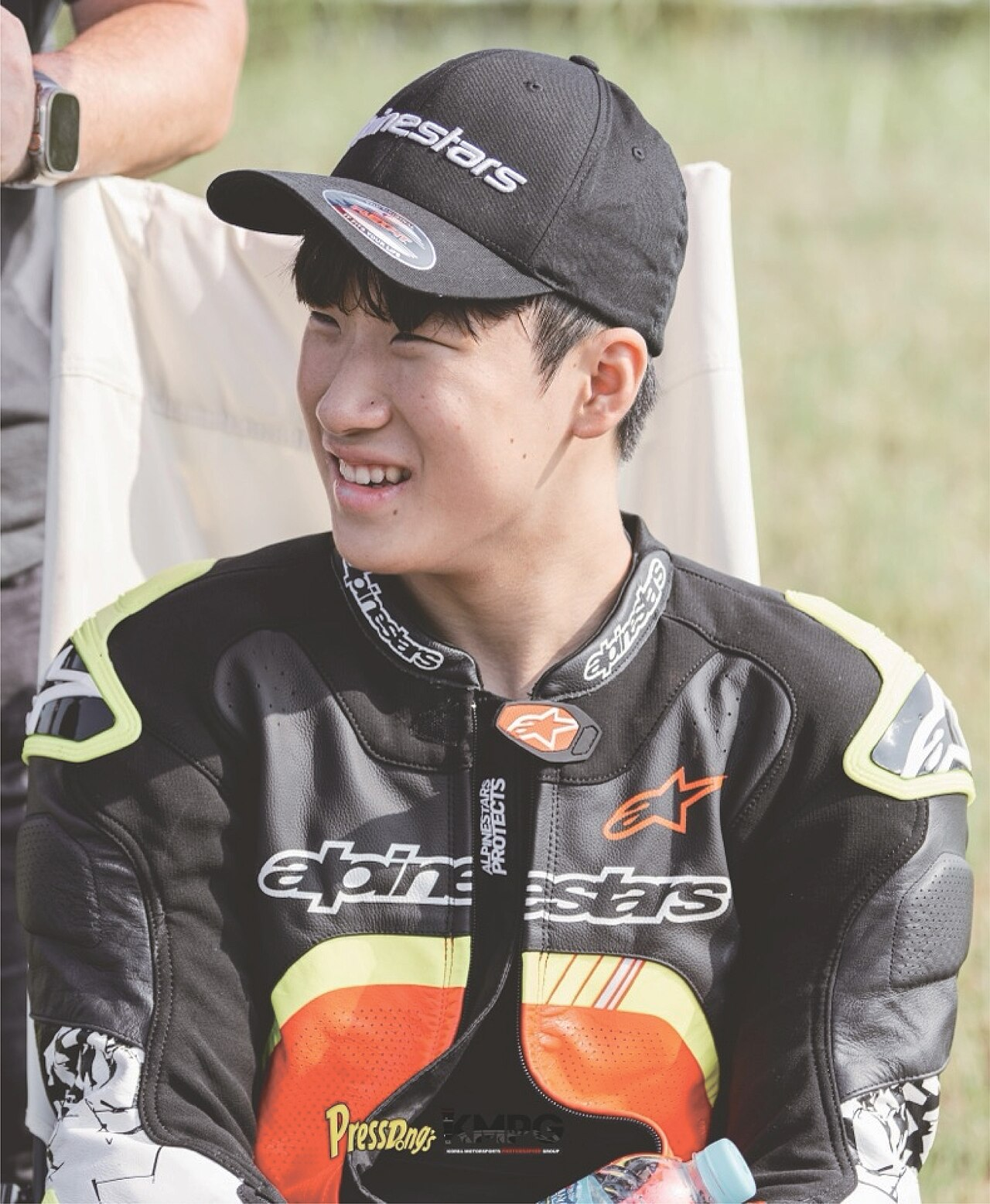

김민재(Kim Min-Jae) 2008년 4월 3일~)는 대한민국의 모터바이크 선수이다. 

## 생애
김민재는 2008년 4월 3일 경기도 산본에서 태어났다.
건축과 디자인을 전공한 아버지와 교육학을 전공한 어머니 사이에서 다양한 경험을 하고 시각을 넓혔다. 
초등학교 초반에는 어머니의 권유로 공부에 전념했으나, 체력도 좋고 운동에 관심이 많은 그의 열성적인 모습을 지켜보고 있던 아버지의 권유로 2013년 근처(한남동 KTM) 오토바이 매장으로 갔다. 당시 매니저의 소개로 경기도 포천에 있는 '오프밸리'라는 모토크로스 교육센터에서 오토바이를 처음 경험했다. 한국은 모토크로스에 대한 교육과 인프라가 많이 부족했다. 하지만 김민재는 진입한 지 두 달 만에 점프를 시작했고, 성공적으로 점프를 해냈다. 그리고 이때 앤드류 바이크도 타기 시작했다. 당시 유난히 열심히 탔던 초등학생 김민재에 대한 이야기가 방송사에도 퍼져 여러 차례 방송에 출연하기도 했다. 김민재 역시 이러한 변화에 더욱 열정을 갖고 과감하게 도전했다. 청송군이 주최한 우리나라에서 가장 큰 모토크로스 대회에서 처음에는 3위를 차지했으나, 결국 지난 대회에서 1위를 차지했다. 
그러나 이 과정에서 큰 시련이 찾아왔다. 열악한 학습 여건은 결국 사고로 이어졌다. 모토크로스 연습장에서 규칙을 어긴 초보가 역으로 뛰어올라 공중에서 김민재와 정면으로 충돌했다. 김민재는 오토바이와 함께 현장에서 추락해 결국 병원으로 이송됐다. 다행히 큰 부상은 아니었지만 쇄골 골절이 발생해 그 시즌은 더 이상 아무것도 할 수 없이 무기력한 한 해였다.
2022년 중반, 한남동에서 KTM 관계자를 다시 만났는데, 오토바이를 타려면 정비사 지식이 필요하다는 조언으로 기본적인 정비를 배웠다. 그 과정에서 슈퍼모타드를 접하게 되었고, 김민재도 관심을 두게 됐다.
2022년 하반기, 처음으로 영암 서킷에서 슈퍼모타드와 함께 일하며 몇 번의 소규모 대회를 가졌다. 물론 처음에는 좋은 성적은 아니었지만, 김민재는 빠르게 새로운 환경에 다시 적응하기 시작했다. 당시 상황을 보면 김민재는 오토바이를 탈 만큼의 준비가 아주 잘 되어 있었다. 하지만 당시 김민재의 작은 키와 부족한 체력으로는 당장 슈퍼모타드를 소화하기에는 부족하다는 결론이 나왔다.
다음 모델은 KTM의 RC390 모델이었다. 이 바이크는 김민재가 타기에 아주 적합했고, 그동안 모터크로스에서 배운 다양한 기술들이 서킷바이크에 큰 도움이 되었다. 그리고 이때 한남동 KTM 관계자 소개로 KTM 본사가 주최하는 말레이시아 트랙데이에 참가할 좋은 기회가 생겼는데, 김민재는 말레이시아에서 같은 방을 쓰면서 서로에게 좋은 인상을 준 광주KTM 이규호 감독을 만났다. 김민재가 귀국 후 아버지에게 이규호 감독에 대해 설명하자 아버지는 민재에게 선수로 성장할 기회를 달라고 연락했고, 이규호 감독은 흔쾌히 승낙했다. 김민재는 2023년 대한민국에서 열린 대부분의 대회와 트랙데이, 미니트랙 이벤트에 참가했다. 거의 매주 대회나 트랙데이에 참가하고 해외에서 열리는 각종 대회나 행사에도 참여했다. 일본 챔피언 히로키 오노의 회전 교육에 참여하며, 김민재는 부족한 부분을 배워 자신만의 운전 방식을 만들어 가기 시작했다.

## 수상 경력
| 대회         | 날짜       | 바이크             | 결과 |
| ------------ | ---------- | ------------------ | ---- |
| KMRC         | 2023/06/04 | KTM RC390          | 1위  |
| KOREA TROFEO | 2023/06/18 | KTM RC390          | 1위  |
| KMRC         | 2023/07/16 | KTM RC390          | 1위  |
| KIC CUP      | 2023/07/16 | KAWASAKI NINJA 400 | 3위  |
| KMRC         | 2023/09/10 | KTM RC390          | 1위  |
| NINJA CUP    | 2023/09/24 | KAWASAKI NINJA 400 | 3위  |
| AKRC CUP     | 2023/10/08 | KAWASAKI NINJA 400 | 1위  |